# Protopapa
El Protopapa (en grec Πρωτόπαππας Protopappas) és un títol de l'Església Ortodoxa. Significa 'primer pare', 'prevere' (Παππάς o Πάππας, pappas és el terme habitual dels sacerdots del ritu oriental), i correspon amb el de títol d'arxiprest de l'església catòlica. El protopapa de l'església de Santa Sofia de Constantinoble gaudia de tant prestigi que ocupava el primer lloc després del Patriarca de Constantinoble, era cap del tribunal eclesiàstic i rebia el títol de Magnus Protopapas.
L'emperador romà d'Orient també tenia un protopapa en la seva capella, que presidia el clergat patriarcal i el palatí.